# Espinafre
Espinafre (Spinacia oleracea) é uma erva rasteira originária do centro e sudoeste da Ásia, pertencente à família das amarantáceas, cujas folhas são comestíveis. É uma planta anual (raramente bianual), que cresce até cerca de 30 cm de altura. O espinafre pode sobreviver durante o inverno em zonas temperadas. As folhas são alternadas, simples, de ovaladas a triangulares na base, muito variáveis em tamanho, desde 2–30 cm de extensão e 1–15 cm de largura, com folhas maiores na base da planta e menores no topo.
No Brasil, espinafre é o nome popular da planta Tetragonia (Aizoaceae), parecida ao verdadeiro espinafre, mas pertence a uma outra família botânica.

## Etimologia
"Espinafre" é oriundo do termo árabe isbinakh.

## Valor nutricional
- Cada 100 gramas de espinafre (Spinacia oleracea) contém:
  - Calorias – 20kcal
  - Proteínas – 2,3g
  - Gorduras – 0,3g
  - Vitamina A – 7400 U.l.
  - Vitamina B1 (Tiamina) – 105 mcg
  - Vitamina B2 (Riboflavina) – 305 mcg
  - Vitamina B3 (Niacina) – 0,5 mg
  - Vitamina C (Ácido ascórbico) – 15 mg
  - Potássio – 770 mg
  - Cálcio – 80 mg
  - Fósforo – 40 mg
  - Enxofre – 40 mg
  - Sódio – 25 mg
  - Magnésio – 7 mg
  - Cloro – 6 mg
  - Silício – 4 mg
  - Ferro – 3 mg

## Os Espinafres na cultura popular e controvérsias
O Marinheiro Popeye, figura clássica da banda desenhada (história em quadrinhos, no Brasil), faz frequente recurso dos espinafres, ficando mais forte fisicamente após o seu consumo. Isto seria explicado, em parte, pelo popularmente referido grande conteúdo em ferro dos espinafres, que em verdade não é muito diferente de outros vegetais.
O vegetal tem ainda um alto índice de ácido oxálico, que inibe a absorção e um bom aproveitamento desse mineral pelo organismo. Estudos mostram também que o ácido oxálico do espinafre pode interferir na absorção do cálcio presente em leites e seus derivados. Também é possível que o consumo de grandes quantidades de espinafre pode causar um efeito tóxico na pessoa que o ingere. O ácido oxálico se degrada em altas temperaturas.